# 何林祥
何林祥（？—），男，中华人民共和国政治人物，曾任中国农业银行行长，中国农业发展银行行长，第九、十届全国政协委员。